# Bargłów Kościelny (gmina)
Bargłów Kościelny est une gmina rurale du powiat de Augustów, Podlachie, dans le nord-est de la Pologne. Son siège est le village de Bargłów Kościelny, qui se situe environ 14 km au sud-ouest d'Augustów et 76 km au nord de la capitale régionale Białystok.
La gmina couvre une superficie de 187,57 km2 pour une population de 5 783 habitants.

## Géographie
La gmina inclut les villages de Bargłów Dworny, Bargłów Kościelny, Bargłówka, Barszcze, Brzozówka, Bułkowizna, Dręstwo, Górskie, Judziki, Komorniki, Kresy, Kroszewo, Kroszówka, Kukowo, Łabętnik, Lipowo, Nowa Kamionka, Nowiny Bargłowskie, Pieńki, Pomiany, Popowo, Pruska, Reszki, Rumiejki, Solistówka, Sosnowo, Stara Kamionka, Stare Nowiny, Stare Tajno, Tajenko, Tajno Łanowe, Tajno Podjeziorne, Wólka Karwowska et Źrobki.
La gmina borde les gminy de Augustów, Goniądz, Kalinowo, Rajgród et Sztabin.